# Barockbildstock (Nordheim am Main)

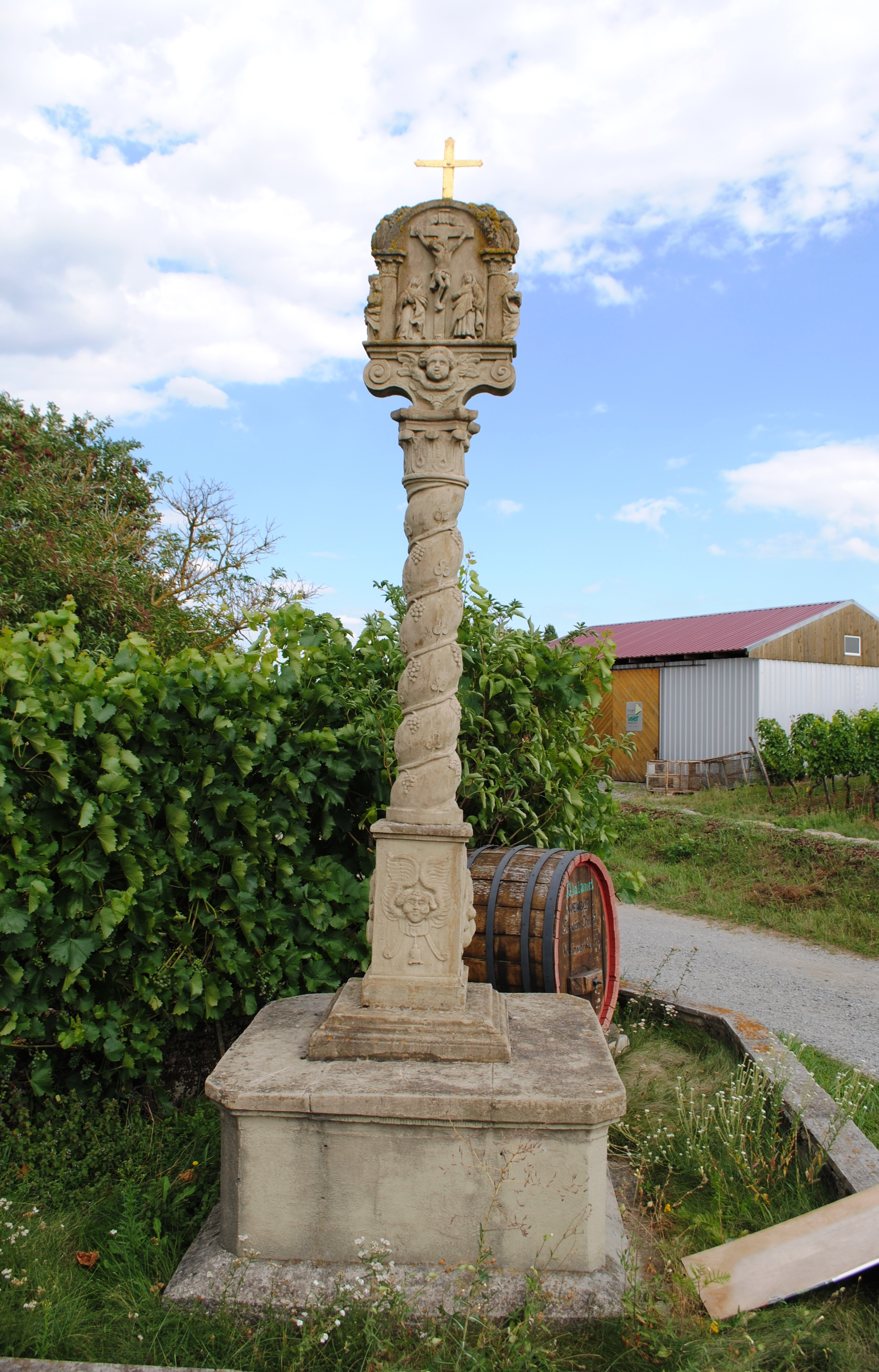
Der Bildstock in Nordheim

Der Barockbildstock befindet sich am Ortsrand des Weindorfes Nordheim am Main. Er steht am Beginn der Weinberge neben dem sogenannten Mittelweg.

## Geschichte
Der Bildstock entstand im 17. Jahrhundert. Eine Inschrift auf der Rückseite des Aufsatzes nennt die Jahreszahl und die Stifter: „Hans• Jörg• Schle/ singer• Schultheiß•/ Hanß• Manger•/ Anno• 1•6•90“. Das Bayerische Landesamt für Denkmalpflege ordnet den Bildstock als Baudenkmal unter der Nummer D-6-75-155-35 ein.

## Beschreibung
Die Marter ist eine Arbeit des Barock. Der viereckige Sockel ist gebaucht. Der verdickte Beginn der Säule ist trägt mehrere halbplastische Reliefs. Sie zeigen vorne und hinten Putten und an den Seiten Fruchtornament. Die  Rundsäule ist verdreht. Steinerne Weinreben umrahmen den Säulenschaft. Der Übergang zum Bildstockaufsatz bildet ein verziertes Kapitell.
Der Bildstockaufsatz ist vorne zweigeteilt. Unten ist eine Putte von zwei Voluten eingerahmt. Auf der Kreuzigungsszene oben ist der verstorbene Jesus von Maria und Maria Magdalena umgeben. Zwei Pilaster rahmen die Szene ein. Die Rückseite trägt eine Pietà. Ein Medaillon enthält die Inschrift der Stifter. Ein Metallkreuz bekrönt die Marter. An den Bildstockseiten befinden sich die Figuren der Heiligen Kilian und Johannes der Täufer.